# Wolfsburg Hauptbahnhof
Wolfsburg Hauptbahnhof ist der wichtigste Bahnhof der Stadt Wolfsburg in Niedersachsen. Er liegt an der Hauptstrecke Hannover–Berlin.
Im Stadtteil Fallersleben befindet sich eine weitere Station – der Bahnhof Fallersleben.
Am 25. August 2007, dem 50. Jahrestag der Einweihung des Empfangsgebäudes, wurde der Bahnhof Wolfsburg offiziell in Wolfsburg Hauptbahnhof umbenannt. Schon Jahre zuvor wurde auf Wegweisern in der Stadt auf den Hauptbahnhof verwiesen.

## Geschichte

### Vor dem Zweiten Weltkrieg
Als erster Bahnhof in Wolfsburg wurde am 4. Oktober 1928 der Bahnhof Rothenfelde-Wolfsburg in Rothenfelde zwischen den Bahnhöfen Fallersleben und Vorsfelde eröffnet und in Betrieb genommen.
Das erste Empfangsgebäude in der Innenstadt, etwa am heutigen Standort, war wie viele Wolfsburger Bauten aus der Gründungsphase der Stadt eine Holzbaracke. Diese soll bereits kurz nach ihrer Errichtung in desolatem Zustand gewesen sein und nachts als Schlafplatz für Zwangsarbeiter aus dem VW-Werk gedient haben. Die Baracke war nicht größer als eine kleine Lagerhalle und bestand im Wesentlichen aus einem Warteraum. Im Gegensatz zum heutigen Empfangsgebäude befand sich dieses Provisorium nördlich der Bahngleise, direkt am Mittellandkanal gegenüber dem Volkswagenwerk. Heute hingegen befindet es sich südlich der Bahngleise am Willy-Brandt-Platz.

### Nach dem Zweiten Weltkrieg
Der Zustand des Bahnhofs hatte sich im Zweiten Weltkrieg nicht verbessert; der damalige Stadtdirektor Dr. Dahme beschrieb ihn 1947 in einem Schreiben an die Reichsbahndirektion Hannover mit den Worten: „Unser Bahnhof ist eine elende Bretterbude, welche zur Not für ein bayerisches Gebirgsdorf annehmbar ist, aber auf keinen Fall als Bahnhof für eine vorwärtsstrebende Stadt ... anerkannt werden kann“. Das desolate Vorkriegsprovisorium bestand jedoch bis 1957.

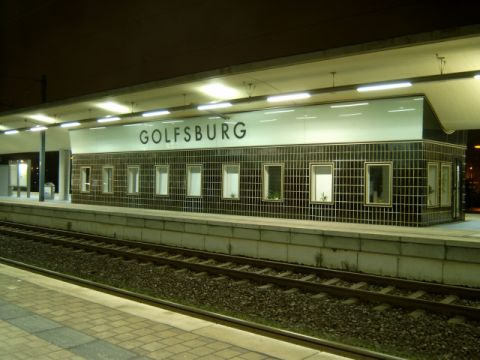
Das denkmalgeschützte Grenzabfertigungsgebäude auf dem Bahnsteig, Umbenennung bei der „Golfsburg“-Aktion 2003

Unterschiedliche Ansichten von Volkswagenwerk, Bundesbahn und Stadt über den Standort eines neuen Bahnhofs verzögerten dessen Baubeginn erheblich. Die Volkswagenwerk Gesellschaft drängte auf einen baldigen Start des Bauprojektes, denn in den 1950er Jahren pendelten täglich bereits mehr als 5.780 Menschen nach Wolfsburg, um zu arbeiten. Nachdem endlich Einigung in der Standortfrage erzielt wurde, konnte am 6. März 1956 mit dem Bau des Bahnhofs begonnen werden. Wenig später wurde er provisorisch in Betrieb genommen, war jedoch erst mit Beginn des Sommerfahrplans 1957 voll funktionstüchtig. Am 26. August 1957 wurde der Neubau von Bundesverkehrsminister Seebohm offiziell eingeweiht.
Über den Wolfsburger Bahnhof wurde später auch der Interzonenverkehr zwischen der Bundesrepublik Deutschland und der DDR abgewickelt; Wolfsburg war der letzte Halt vor der innerdeutschen Grenze. Nächster Halt war Oebisfelde in der DDR. Die Räumlichkeiten für die Grenzabfertigung auf den Bahnsteigen sind noch erhalten und werden als Wartesaal und Betriebsräume für Bahnmitarbeiter genutzt.

## Gegenwart

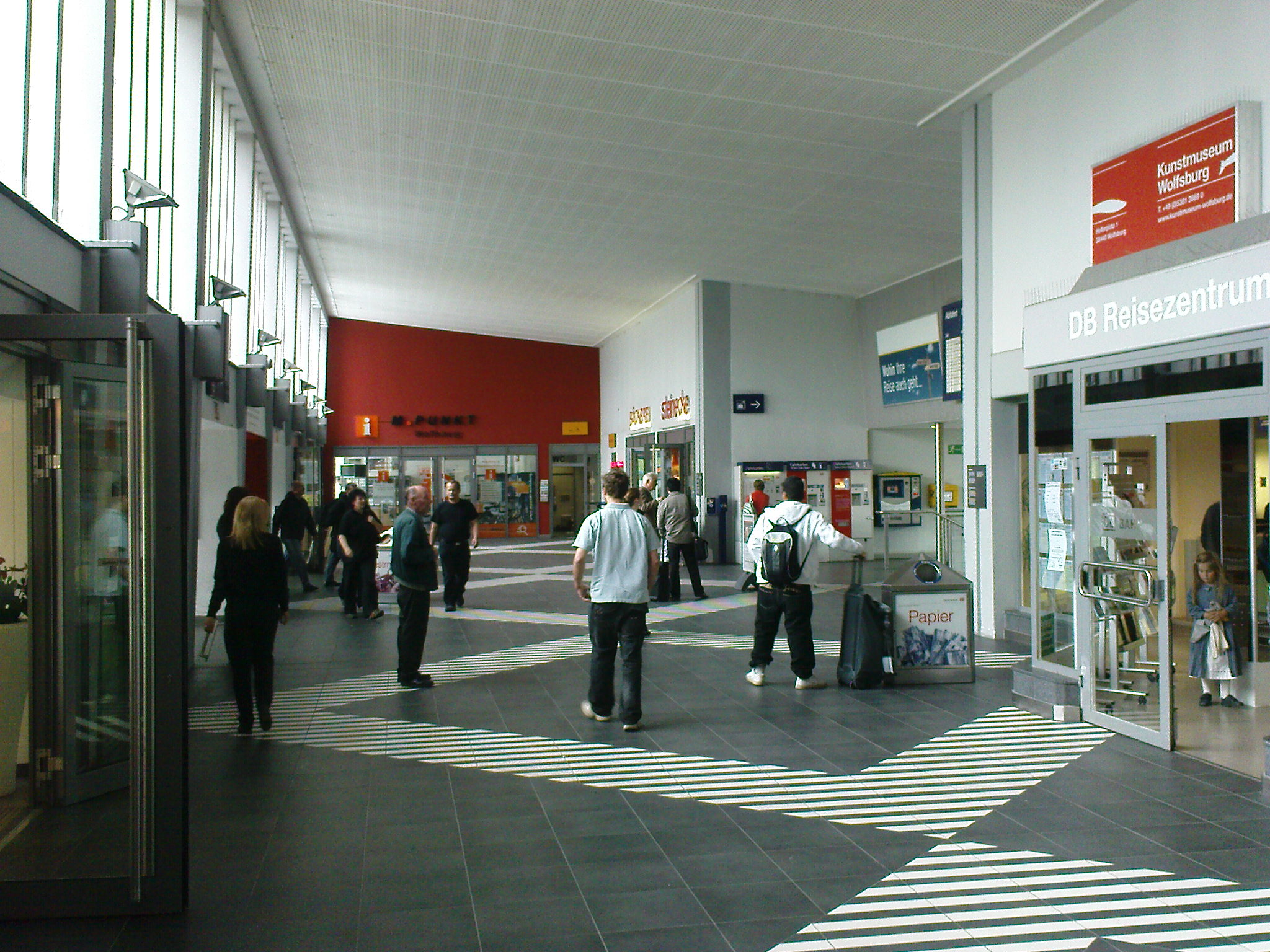
Der Hauptbahnhof Wolfsburg von innen

Der Wolfsburger Hauptbahnhof liegt an der Strecke Hannover–Berlin. ICE-Linien führen Richtung Hannover, Braunschweig und Berlin (jeweils nächster ICE-Halt). Dabei hält aber durchschnittlich nur jeder zweite ICE in Wolfsburg. Eine IC-Linie führt von Berlin über Wolfsburg nach Amsterdam bzw. nach Münster. Der Wolfsburger Bahnhof ist durch Regional-Express-Linien mit Gifhorn und Hannover und mit Braunschweig und Hildesheim verbunden. Außerdem führt eine Regional-Express-Linie und eine Regionalbahnlinie nach Oebisfelde/Magdeburg, sowie eine Regionalbahnlinie nach Oebisfelde/Stendal.
Der erste planmäßige ICE hielt am 26. September 1998 in Wolfsburg. Die Reisendenzahlen im Fernverkehr nehmen seither kontinuierlich zu. 2004 wurden täglich 6500 Fernreisende gezählt, 2006 rund 7800 Fernreisende, 2008 lag die Zahl bei täglich 8500 Fernreisenden (andere Angabe: 10.000).
Nachdem das Bahnhofsgebäude seitens der Stadtverwaltung lange Zeit stiefmütterlich behandelt wurde, begannen im Jahr 2004 umfangreiche Sanierungsarbeiten, die mit 1,9 Millionen Euro veranschlagt wurden. Der Bahnhof erhielt einen von dem französischen Künstler Daniel Buren gestalteten Fußboden, es wurden Geschäfts- und Büroräume umgebaut und unter anderem eine Mobilitätszentrale sowie eine Servicestelle der Autostadt eingerichtet. Im Frühjahr 2011 wurde der Bahnhofstunnel bis zum Ufer des Mittellandkanals verlängert und somit eine direkte Verbindung von der Innenstadt zur neuen Uferpromenade hergestellt.
Das Empfangsgebäude des Wolfsburger Hauptbahnhofs mit seiner typischen Architektur der 1950er Jahre steht heute unter Denkmalschutz. In dem Gebäude finden regelmäßig wechselnde Kunstprojekte statt.
Im Osten des Bahnhofs gibt es eine Abstellanlage. Anlagen für den Güterverkehr sind nicht vorhanden.
Seit dem Fahrplanwechsel 2018/2019 am 9. Dezember 2018 gilt der marego-Tarif bis Wolfsburg Hauptbahnhof.

## Verkehrsanbindung

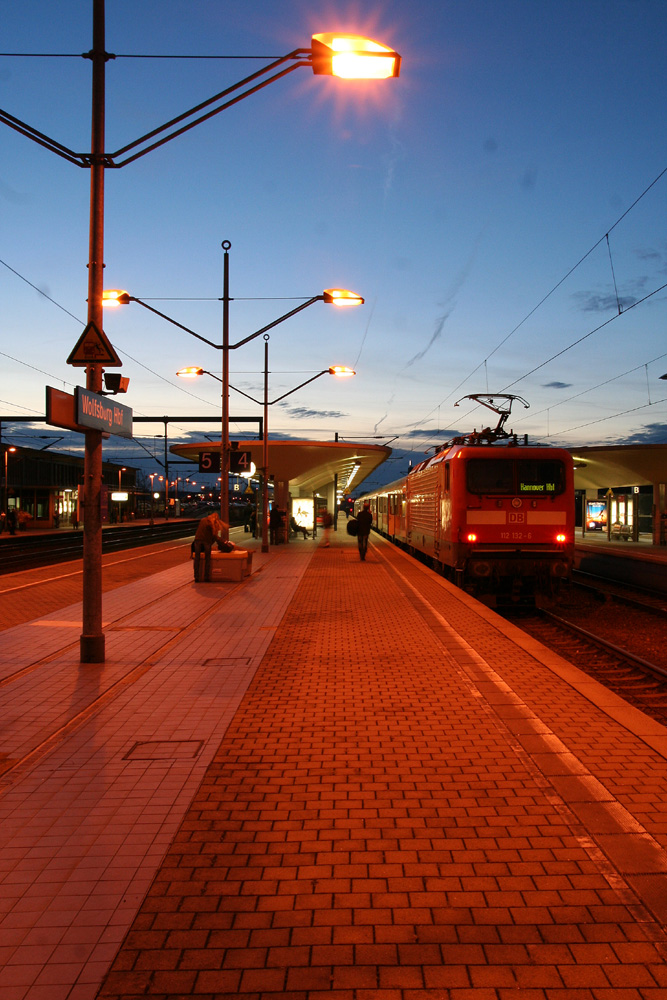
Der Hauptbahnhof Wolfsburg mit RE nach Hannover

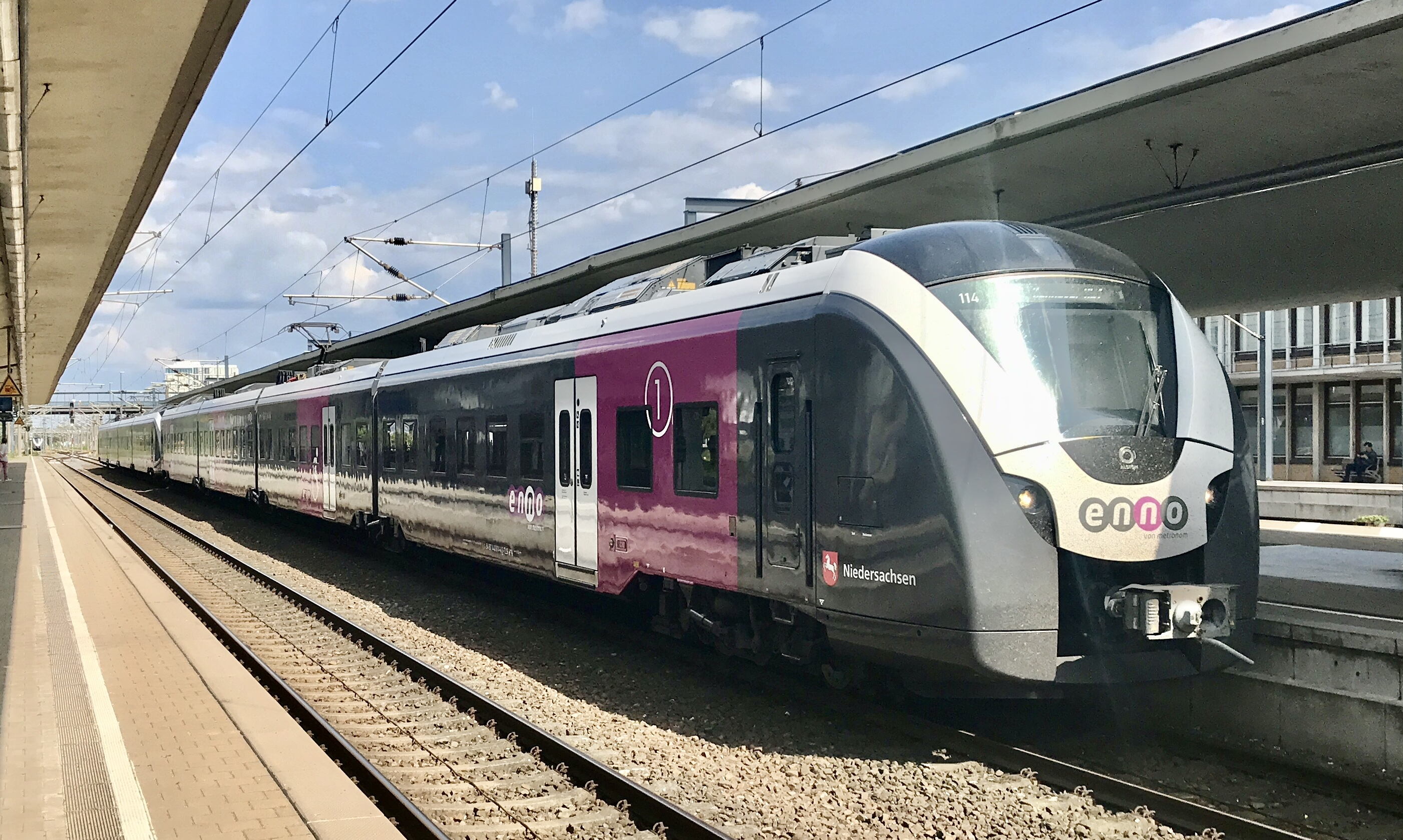
enno im Bahnhof Wolfsburg

### Fernverkehr
| Linie  | Strecke | Haltefrequenz |
| ------ | --- | ------------- |
| ICE 10 | Berlin – Wolfsburg – Hannover – Minden – Bielefeld – Hamm – Dortmund – Duisburg – Düsseldorf – Köln                                | 60 min        |
| ICE 12 | Berlin – Wolfsburg – Braunschweig – Hildesheim – Kassel-Wilhelmshöhe – Frankfurt – Mannheim – Karlsruhe – Basel (– Interlaken Ost) | 120 min       |
| ICE 13 | Berlin – Wolfsburg – Braunschweig – Hildesheim – Kassel-Wilhelmshöhe – Frankfurt Süd – Frankfurt Flughafen                         | 120 min       |
| ICE 14 | Berlin – Wolfsburg – Hannover – Herford – Bielefeld – Hamm – Dortmund (– Essen – Duisburg – Aachen)                                | Einzelne Züge |

### Regionalverkehr
| Linie                | Linienverlauf                                                                | Takt (min)                                         | EVU                     | Fahrzeug                   |
| -------------------- | ---------------------------------------------------------------------------- | -------------------------------------------------- | ----------------------- | -------------------------- |
| RE 6                 | Wolfsburg – Oebisfelde – Haldensleben – Magdeburg (– Bernburg/Halle (Saale)) | einzelne Züge                                      | Start Mitteldeutschland | Alstom Coradia LINT        |
| RE 30                | Wolfsburg – Gifhorn – Lehrte – Hannover                                      | 060 (+ einzelne Verstärkerzüge)                    | enno                    | Alstom Coradia Continental |
| RE 50                | Wolfsburg – Braunschweig – Hildesheim                                        | 030 (Wolfsb.–Braunschw.) 060 (Braunschw.–Hildesh.) | enno                    | Alstom Coradia Continental |
| RB 35                | Wolfsburg – Oebisfelde – Gardelegen – Stendal                                | 060 (Mo–Fr) 120 (Sa–So)                            | Start Mitteldeutschland | Alstom Coradia LINT        |
| RB 36                | Wolfsburg – Oebisfelde – Haldensleben – Magdeburg                            | 060 (Mo–Fr) 120 (Sa–So)                            | Start Mitteldeutschland | Alstom Coradia LINT        |
| Stand: Fahrplan 2025 |                                                                              |                                                    |                         |                            |

Vor dem Bahnhof befindet sich eine Nebenstelle des Wolfsburger Busbahnhofs (ZOB). Hier enden neben einigen innerstädtischen Buslinien die Linien nach Gifhorn, Brome, Helmstedt, Königslutter und Braunschweig (Regiobus).

## Zahlen und Fakten
- In Wolfsburg halten täglich durchschnittlich 80 Fernzüge (davon 48 ICE) und 110 Regionalzüge.[2]
- Täglich werden rund 10.000[2] Fernverkehrs-Reisende gezählt.
- Der Bahnhof besitzt sechs durchgehende Gleise und ein Stumpfgleis, das auf der Ostseite des Bahnhofs liegt. Die Namen der Gleise sind 1, 3, 4, 5, 8 und 9. Dabei ist jedoch das Gleis 1 – entgegen der in Deutschland üblichen Zählweise – das Gleis, welches vom Empfangsgebäude am weitesten entfernt ist. Gleis 8 liegt am Hausbahnsteig. Es gibt zwei Mittelbahnsteige, die überdacht und mit Warteräumen, Sitzmöglichkeiten etc. versehen sind. Alle Bahnsteiggleise sind mit Linienzugbeeinflussung ausgerüstet. Der Hausbahnsteig hat keine Überdachung.
- Der Bahnhof ist behindertengerecht ausgestattet. Der Hausbahnsteig ist niveaugleich, während die beiden anderen Bahnsteige mit Aufzügen von der Unterführung aus erreicht werden können.
- Auf dem Bahnsteig 1/3 wurde 2017 der bundesweit erste gläserne Aufenthaltspavillon errichtet, der im Winter beheizbar ist und mit USB-Anschlüssen sowie einer digitalen Vitrine ausgestattet ist.[5]

## Trivia
- Der Bahnhof ist seit 2011 wiederholt in den Medien, da ICE-Züge – trotz vorgesehenem Halt – hier durchgefahren sind.[6]